# Stratospheric aerosol injection

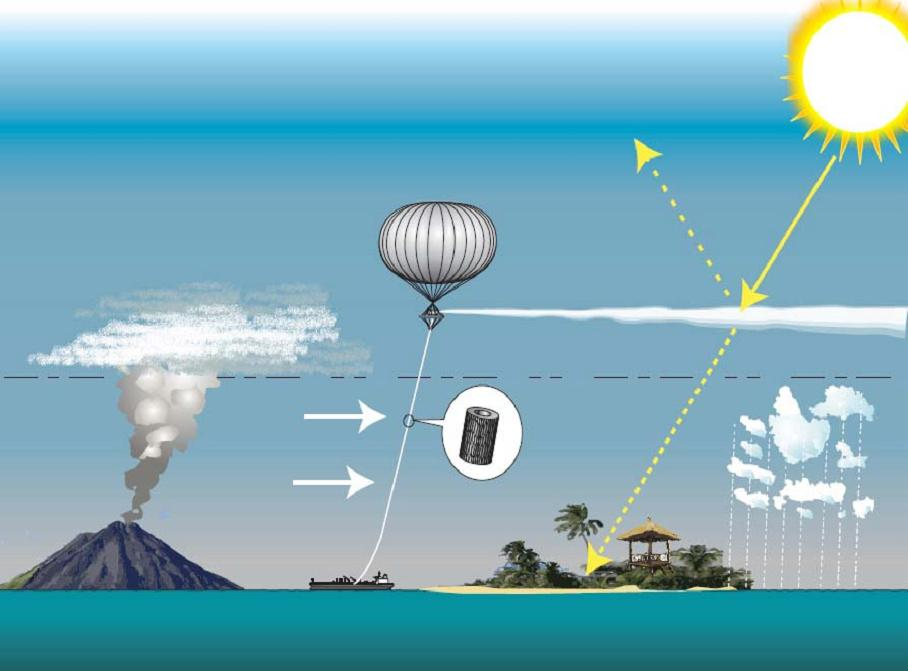
Idee eines Fesselballons, der Aerosole in der Stratosphäre verteilt.

Bei der stratospheric aerosol injection sollen Aerosole, z. B. Kalkpulver, in die Stratosphäre eingebracht werden, um das Sonnenlicht zu reflektieren. Dies soll zu einer Verdunkelung führen, um der Klimaerwärmung durch Treibhausgase entgegenzuwirken. Neben Kalk kommen auch Schwefelverbindungen in Betracht, eine Studie schätzt, dass „ein Kilogramm Schwefel ... in der Stratosphäre die erwärmende Wirkung von einigen Hunderttausend Kilogramm Kohlendioxid aufheben kann.“
Die Methode ist umstritten, weil die Auswirkungen unklar sind, und die Gefahr besteht, dass die Reduzierung von Treibhausgasen vernachlässigt wird.